# Cade (Louisiane)
Pour les articles homonymes, voir Cade.
Cade est une census-designated place de la paroisse de Saint-Martin, en Louisiane, aux États-Unis. 